# Pseuduvaria galeata
Pseuduvaria galeata är en kirimojaväxtart som beskrevs av James Sinclair. Pseuduvaria galeata ingår i släktet Pseuduvaria och familjen kirimojaväxter. Inga underarter finns listade i Catalogue of Life.